# يمير شبا
يمير شبا (بالألبانية: Ymer Shaba‏) هو لاعب كرة قدم ألباني في مركز الدفاع، ولد في 21 يوليو 1998 في تيرانا في ألبانيا. شارك مع منتخب ألبانيا تحت 19 سنة لكرة القدم. أما مع النوادي، فقد لعب مع دينامو تيرانا.

## وصلات خارجية
- يمير شبا على موقع قاعدة بيانات كرة القدم.إي يو (الإنجليزية)
- يمير شبا على موقع Soccerway.com (الإنجليزية)